# کلاته شور (جاجرم)
کلاته شور (جاجرم)، روستایی از توابع بخش جلگه سنخواست شهرستان جاجرم در استان خراسان شمالی ایران است.

## جمعیت
این روستا در دهستان دربند قرار دارد و براساس سرشماری مرکز آمار ایران، در سال ١٣٩۵  جمعیت آن ١٨۴ نفر بوده‌ است.

## مردم
مردم روستای کلاته شور از کردهای خراسان هستند و به زبان کردی سخن می‌گویند. 